# Szczecinki zabarkowe

Tułów muchówki z nadrodziny Muscoidea w widoku grzbietowym: szczecinki zabarkowe oznaczone ph

Szczecinki zabarkowe (łac. chaetae posthumerales) – rodzaj szczecinek występujący na tułowiu muchówek.
Szczecinki te ulokowane są za guzem barkowym. Formują skośny szereg złożony z jednej do czterech sztuk.